# NGC 1750
NGC 1750 је расејано звездано јато у сазвежђу Бик које се налази на NGC листи објеката дубоког неба.
Деклинација објекта је + 23° 39' 30" а ректасцензија 5h 3m 54,0s. Привидна величина (магнитуда) објекта NGC 1750 износи 13,6.